# Đệ Nhị Cộng hòa Tây Ban Nha
Đệ nhị Cộng hòa Tây Ban Nha (tiếng Tây Ban Nha: Segunda República Española) là một nhà nươc trong lịch sử Tây Ban Nha có khuynh hướng thiên tả, tồn tại từ năm 1931 đến năm 1939 tại Tây Ban Nha. Nền Cộng hòa được tuyên bố vào ngày 14 tháng 4 năm 1931, sau khi Vua Alfonso XIII bị phế truất, và bị giải thể vào ngày 1 tháng 4 năm 1939 sau khi đầu hàng phe Quốc gia theo chủ nghĩa dân tộc thiên hữu Đại nguyên soái Francisco Franco lãnh đạo trong Nội chiến Tây Ban Nha.
Chính phủ này do Mặt trận bình dân Tây Ban Nha thành lập, khi Vua Alfonso XIII rời bỏ đất nước, và các đại biểu của Mặt trận giành thắng lợi trong các cuộc bầu cử hội đồng địa phương. Đệ nhị Cộng hòa Tây Ban Nha chấm dứt khi Nội chiến Tây Ban Nha kết thúc, với việc Tướng Francisco Franco lên nắm quyền.
Chính phủ Cộng hòa lưu vong tồn tại và giữ lại một đại sứ quán ở Thành phố México cho đến năm 1976. Sau khi nền dân chủ được khôi phục ở Tây Ban Nha, chính phủ lưu vong chính thức giải tán vào năm sau.

## Hiến pháp 1931
Sự ra đi của nhà vua đã dẫn đến sự thành lập một chính quyền lâm thời, lãnh đạo bởi Niceto Alcalá-Zamora, để thành lập một hiến pháp mới vào ngày 9 tháng 12 năm 1931. Điều này dẫn đến việc thành lập một chính phủ cộng hòa-xã hội chủ nghĩa dưới sự lãnh đạo của Manuel Azana. Cùng với nhiều hiến pháp tự do khác, bản hiến pháp đã xây dựng quyền tự do ngôn luận, quyền tự do tổ chức, phân ly nhà thờ khỏi đất nước và quyền ly dị cũng như việc tổ chức bầu cử phổ thông cho phụ nữ. Nó cũng dỡ bỏ tầng lớp quyền quý Tây Ban Nha ra khỏi mọi quyền lợi pháp lý.